# Matie Stanley
Matie Stanley, née le 4 mai 2003, est une athlète tuvaluane.

## Biographie
Grâce à l'universalité des Jeux olympiques, les Tuvalu obtiennent deux places pour les Jeux olympiques d'été de 2020 à Tokyo, qui se déroulent en 2021 en raison de la crise sanitaire due à la Covid-19. C'est grâce à ce système que Matie Stanley participe à la discipline d'athlétisme du 100 m femmes, l'autre athlète étant Karalo Hepoiteloto Maibuca, participant au 100 m hommes en athlétisme. Etimoni Timuani est son coach sportif durant les Jeux.
Étant les deux seuls sportifs tuvaluans à participer aux Jeux, ils ont été porteurs du drapeau lors de la cérémonie d'ouverture. Ils ont défilé dans une tenue traditionnelle des Tuvalu.